# Умайд Сингх
Умайд Сингх, также известный как Умед Сингх (хинди उम्मेद सिंह; 8 июля 1903 — 9 июня 1947) — 27-й махараджа княжества Джодхпур из династии Ратхор (3 октября 1918 — 9 июня 1947).

## Биография

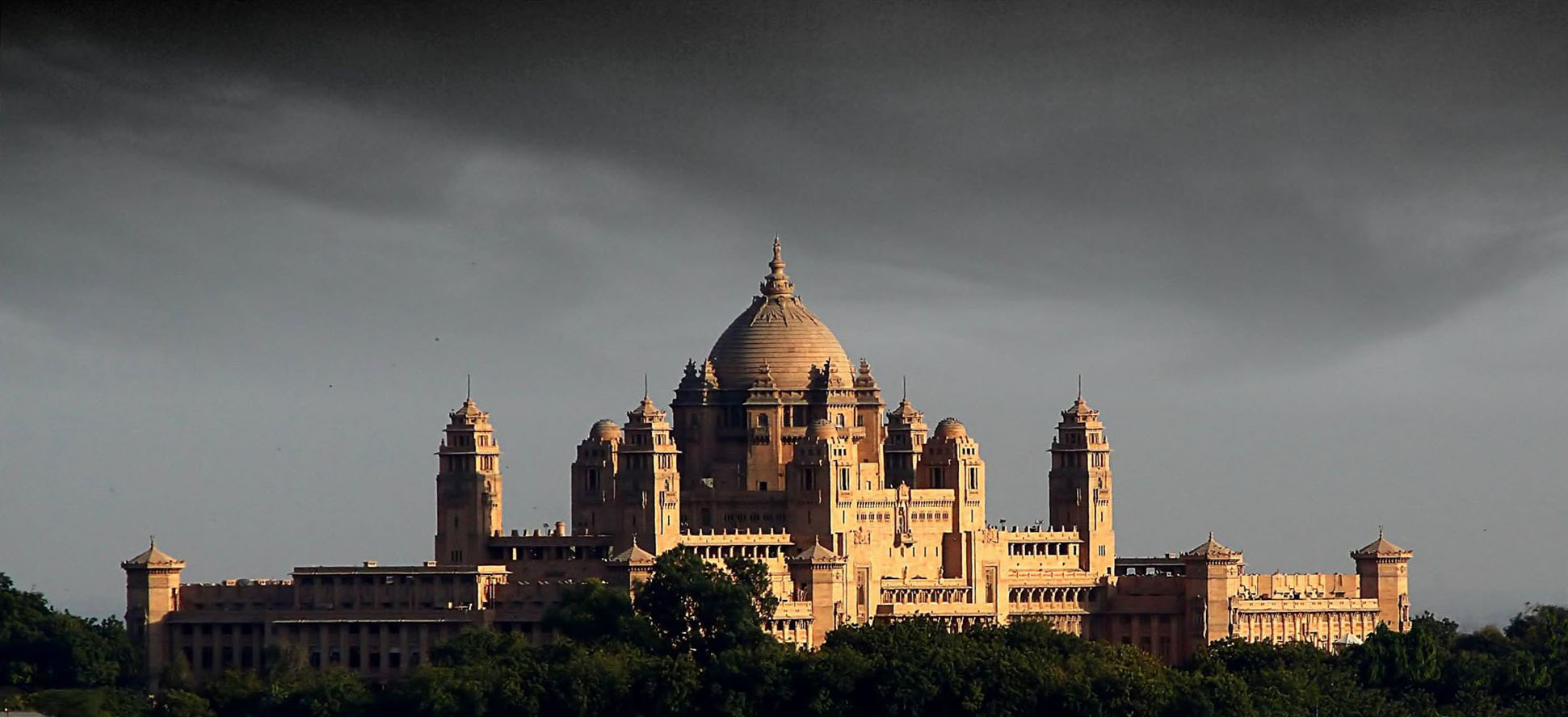
Умайд-Бхаван

Родился 8 июля 1903 года в Джодхпуре (Агентство Раджпутана, Британская Индия). Второй сын Сардара Сингха (1880—1911), махараджи Джодхпура (1895—1911). Его матерью была Шри Хадоджи Махарани Шри Лакхсман Канварджи Маджи Сахиба (+ 1916), дочь полковника Махарао Раджи сэра Рагубира Сингха Махараджи Сахиба Бахадура.
3 октября 1918 года после смерти своего старшего брата Сумера Сингха (1898—1918), махараджи Джодхпура (1911—1918), не оставившего после себя сыновей, Умайд Сингх унаследовал княжеский престол в Джодхпуре.
В 1922 году Махараджа Умайд Сингх служил адъютантом принца Уэльского (впоследствии короля Великобритании Эдуарда VIII). Правя под регентством своего двоюродного деда до 1923 года, затем он был официально назначен махараджей лордом Редингом. Во время своего правления сэр Умайд Сингх реформировал и реорганизовал Вооруженные силы княжества Джодхпур и судебный департамент, ввел схему расширения начального образования, пересмотрел порядок расчета доходов от земли и учредил государственные пенсии и Резервный фонд для государственных служащих.
Сделав выдающуюся военную карьеру, он скончался в своем поместье на Маунт-Абу 9 июня 1947 года после 29 лет правления в возрасте 43 лет. Он умер от острого приступа аппендицита во время охоты на тигра.

## Награды
- Серебряная медаль Дурбара в Дели — 1911
- Медаль за визит принца Уэльского — 1922
- Рыцарь-командор Королевского Викторианского ордена (KCVO) — 1922
- Рыцарь великий командор ордена Индийской империи (GCIE) — 1930
- Серебряная юбилейная медаль короля Георга V — 1935
- Рыцарь — великий командор ордена Звезды Индии (GCSI) — 1936 (KCSI-1925)
- Коронационная медаль короля Георга VI — 1937
- Большой крест ордена Дракона Аннама — 1940
- Звезда 1939—1945 — 1945
- Звезда Африки — 1945
- Военная медаль 1939—1945 — 1945
- Медаль за заслуги перед Индией — 1945
- Кавалер ордена Святого Иоанна (KStJ) — 1946
- Медаль Халвад-Дхрангадхры штата Раджьябхишек 1-й степени — 1948 (посмертно)

## Семья
11 ноября 1921 года в Джодхпуре женился на Шри Бхатианиджи Махарани Шри Бадан Канварджи Маджи Сахибе (Раджадададжи Шри Бадан Канварджи Сахибе) (1905 — 28 ноября 1975), дочери Рао Бахадура Тхакура Шри Джай Сингхджи, тхакура Осиана. У супругов было пятеро сыновей и одна дочь:
- Радж Раджешвар Сарамад-и-Раджа-и-Индостан Махараджадхираджа Махараджа Шри Ханвант Сингхджи Сахиб Бахадур (16 июня 1923 — 26 января 1952), Махараджа Джодхпура с 1947 года
- Полковник Махараджадхирадж Шри Химмат Сингхджи Сахиб (род. 21 июня 1925), женат с 1951 года на Рани Шри Шайлендра Кумариджи Сахиба (1929—2016), двое сыновей
- Майор Махарадж Шри Хари Сингхджи Сахиб (21 сентября 1929 — 22 сентября 1966), 1-я жена с 1951 года Рани Шри Шайлендра Кумариджи Сахиба (1929—2016), 2-я жена с 1963 года Рани Шри Махендра Канвариджи Сахиба. У него была одна дочь от первой жены.
- Махарадж Шри Деви Сингхджи Сахиб (20 сентября 1933 — 26 августа 1998), жена с 1968 года Рани Шри Дхарма Раджья Лакшми Сахиба, но детей не имел
- Махарадж Шри Далип Сингхджи Сахиб (род. 20 октября 1937), жена с 1966 года Рани Шри Мадху Девиджи Сахиба, один сын и одна дочь.